# Henriette Herz
Henriette Julie de Lemos Herz (Berlín, 5 de setembre de 1764 - íd. 22 d'octubre de 1847) va ser l'amfitriona d'un saló literari a finals del segle xviii, a Berlín. Primera salonnière jueva de Berlín, el seu saló coincidí en un moment en què s'entrecreuaren èpoques culturals i corrents intel·lectuals diferents.

## Biografia
Era filla d'un metge jueu d'ascendència portuguesa d'Hamburg, Benjamin Benveniste de Lemos, director de l'Hospital Jueu de Berlín, i d'Esther de Charleville. Va créixer al Berlín de l'emancipació jueva (un esforç producte de la Il·lustració per a integrar als jueus com a ciutadans de ple dret, lliures de les càrregues que se'ls imposaven) i pel que sembla havia compartit tutores amb les filles de Moses Mendelssohn, en especial la seva amiga Brendel –més tard Dorothea Veit. Va rebre una educació acurada i va aprendre diverses llengües: hebreu, grec, llatí, francès, anglès i italià; i també altres com el turc, el sànscrit i el malai.
Es va casar el 1779, quan tenia quinze anys, amb el metge Markus Herz, disset anys més gran, que havia estudiat filosofia i medicina a Königsberg i havia esdevingut deixeble de Kant.

## Vida cultural
Aviat Henriette Herz va obrir a casa seva, a Neue Friedrichstraße 22, un saló literari i artístic, dedicat a les arts –la literatura, el teatre, la música, la pintura o l'arquitectura, que fou un centre de vida intel·lectual i il·lustrada. Seguia la tradició iniciada en la generació anterior de compartir la conversa i la reflexió amb interlocutors jueus i no jueus en discussions filosòfiques habituals.
Amics i visitants freqüents del seu saló literari a Berlín van ser el novel·lista Jean Paul Richter, el poeta i filòsof Friedrich von Schiller, el polític revolucionari Honoré Gabriel Riquetti, comte de Mirabeau, el professor Friedrich Rückert, la novel·lista i traductora Dorothea Veit, Barthold Georg Niebuhr, l'historiador Johannes von Müller, l'escriptora Rahel Levin, l'escultor Johann Gottfried Schadow, el filòsof Solomon Maimon, Franz von Gentz, Fanny von Arnstein, Madame de Genlis, el filòsof Johann Gottlieb Fichte, Luise von Radziwill, Frédéric Chopin, Alexander von Humboldt, el compositor Johann Friedrich Reichardt i Friedrich Daniel Ernst Schleiermacher. Els personatges interessats en les conferències del seu marit, entre els quals Johann Christian Günther, Christian Gottlieb Selle, metge personal del rei, o el comerciant David Joachim Friedländer, tenen ocasió d'incorporar-se també a aquell saló.

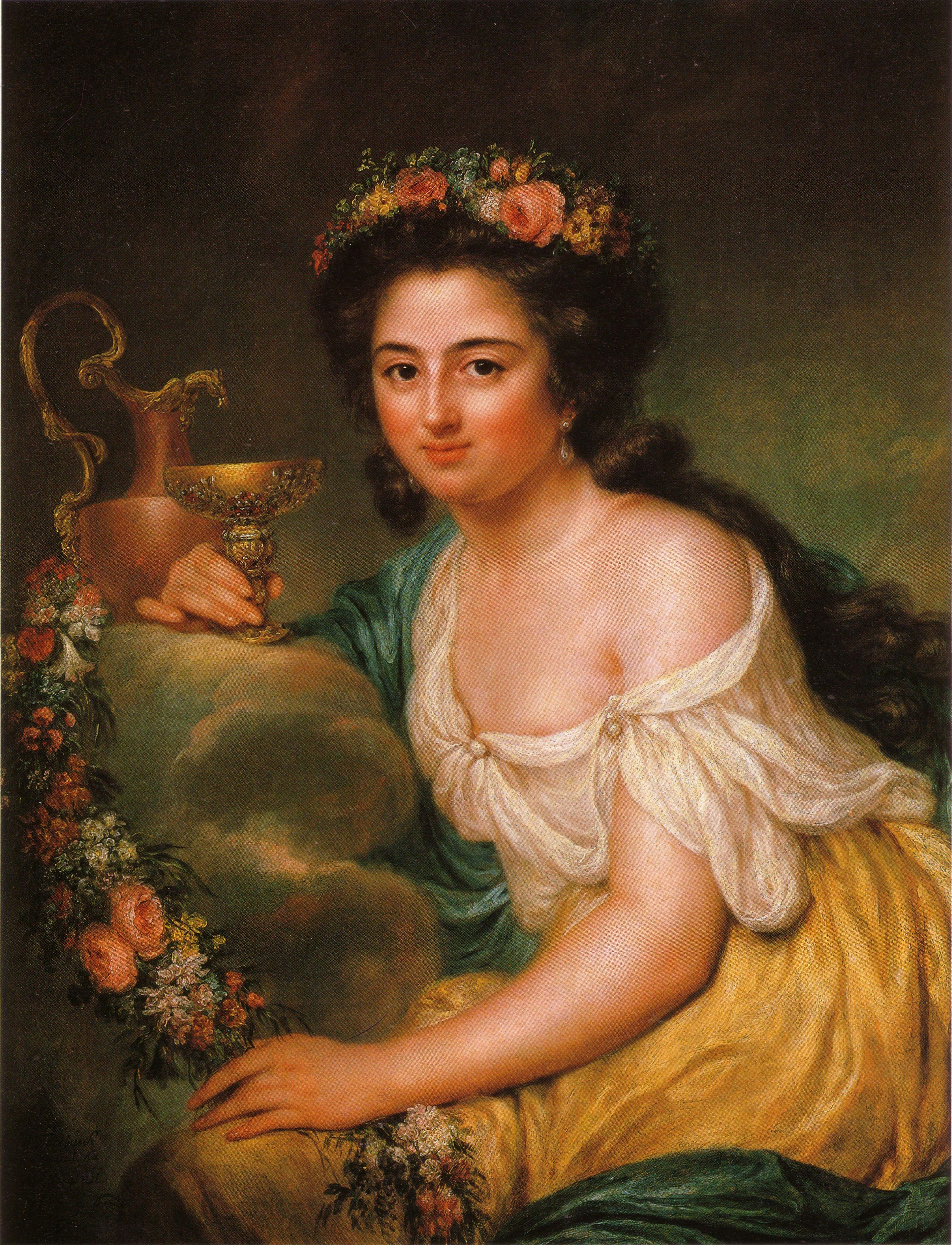
Henriette Herz (Anna Dorothea Lisiewska, 1778)

A partir de 1784 el saló es va ampliar i es consagrà a l'empenta romàntica del Sturm und Drang. Alexander von Humboldt fins i tot va rebre classes d'hebreu de Henriette. I al 1787 van fundar junts a Berlín la «Tugendbund», o Aliança de la virtut, una associació amistosa els membres de la qual es comprometien a educar-se mútuament tant des del punt de vista moral com intel·lectual i, efectivament, mantingueren l'amistat durant tota la vida.

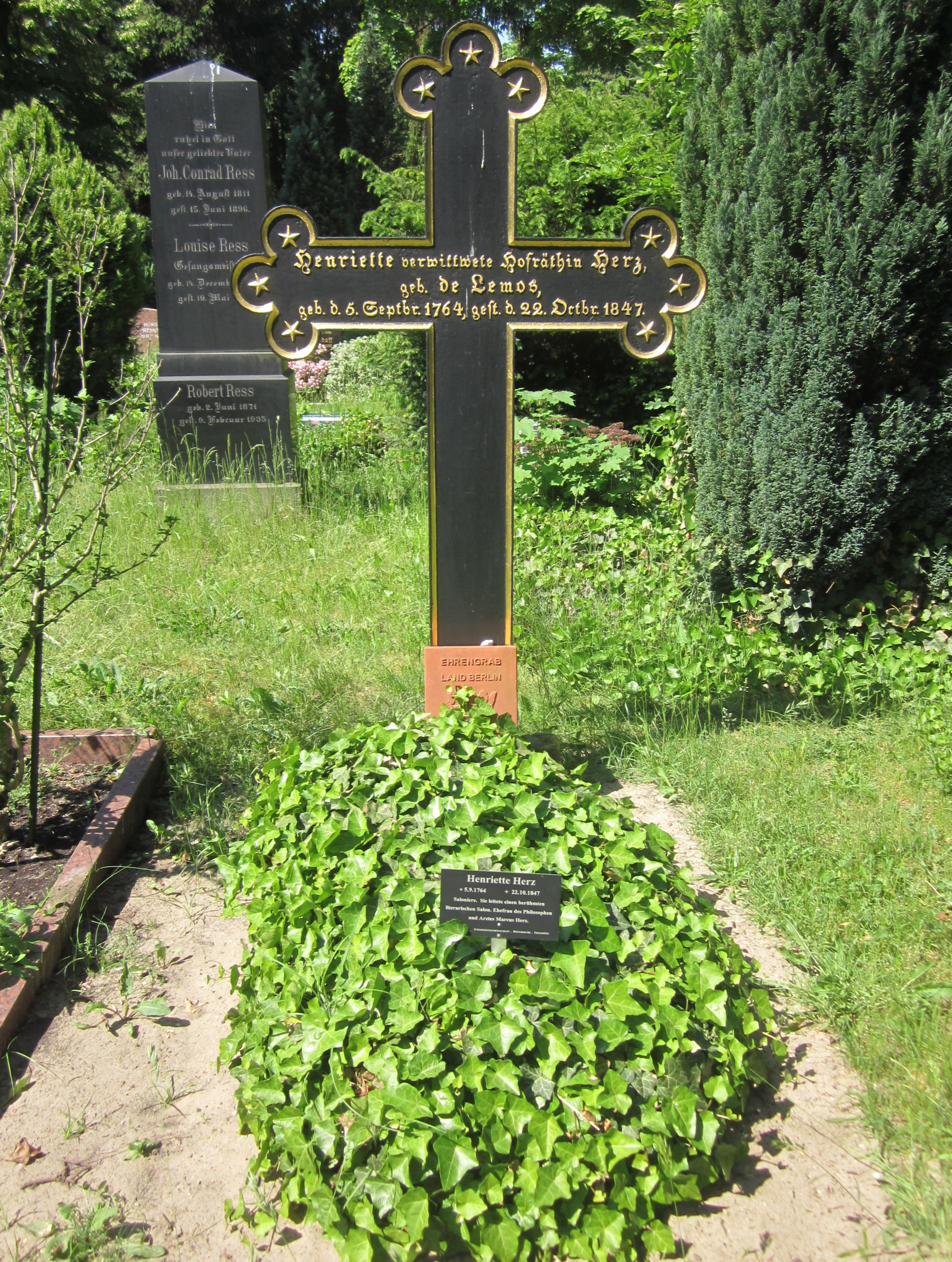
Tomba de Henriette Herz

Després de la mort del seu marit, el 1803, va enfortir l'amistat amb un altre visitant freqüent, el teòleg Friedrich Schleiermacher, i es va convertir al protestantisme. En els darrers anys de la seva vida va viure modestament i es va dedicar a formar noies per a ser preceptores. La seva tomba es troba en el cementiri protestant Friedhof II der Jerusalems-und Neuen Kirchengemeinde, a Berlin-Kreuzberg.

## Obra
Als cinquanta anys va començar a escriure una autobiografia, que va abandonar aviat. Més endavant Julius Fürst va recollir els records que ella li havia transmès, i confegí unes memòries, que es publicarien el 1850. Posteriorment s'han trobat un conjunt de cartes de Herz que permeten conèixer directament del seu testimoni directe la seva visió de la vida social de Berlín entorn de 1800.